# Bellegarde-en-Marche
Bellegarde-en-Marche (okcitansko Bèla Garda) je naselje in občina v francoskem departmaju Creuse regije Limousin. Leta 2008 je naselje imelo 434 prebivalcev.

## Geografija
Kraj leži v pokrajini Marche 12 km severovzhodno od Aubussona.

## Uprava
Bellegarde-en-Marche je sedež istoimenskega kantona, v katerega so poleg njegove, vključene še občine Bosroger, Champagnat, La Chaussade, Lupersat, Mainsat, Mautes, Saint-Domet in Saint-Silvain-Bellegarde z 2.635 prebivalci.
Kanton Bellegarde-en-Marche je sestavni del okrožja Aubusson.

## Pobratena mesta
- Chamblon (Vaud, Švica).